# 中部軍管区 (日本軍)
中部軍管区（ちゅうぶぐんかんく）は、大日本帝国陸軍の軍管区の一つ。

## 概要
中部軍管区とは中部軍の管轄区域であり、中部軍司令部が、軍管区内の軍隊を指揮・統率した。
中部軍は1945年（昭和20年）2月1日、第15方面軍の編成により廃止され、その後は第15方面軍司令部が中部軍管区司令部を兼ね近畿地方の軍政を統括した。
庁舎は旧大阪市立博物館として現存している。

## 中部軍管区司令部の人事
歴代司令官
- （兼）河辺正三 中将：1945年2月1日 - （第15方面軍司令官）
- （兼）内山英太郎 中将：1945年4月7日 - （第15方面軍司令官）

歴代参謀長
- （兼）国武三千雄 中将：1945年2月1日 - （第15方面軍参謀長）

歴代参謀副長
- （兼）山之内二郎 少将：1945年3月1日 - 5月5日 （第15方面軍参謀副長）
- 磯村武亮 少将：1945年7月5日 - 7月10日
- （兼）宮野正年 少将：1945年7月5日 - 9月3日（第15方面軍参謀副長）
- 三好康之 少将：1945年9月10日 -

経理部長
- 佐藤勇助 主計中将：1945年1月29日 - （第15方面軍経理部長）[2]